# Olsenbande Junior
Olsenbande Junior ist ein Kinderfilm von Regisseur Peter Flinth, gedreht im Jahr 2001 in Dänemark.
Der dänische Film entstand als Fortsetzung der erfolgreichen Olsenbande-Filmreihe, nur dass in diesem Film die Geschichte der Olsenbande in ihren Kindertagen erzählt wird (Prequel). Der Film basiert dabei auf der 31-teiligen Fernsehserie Olsen-bandens første kup aus dem Jahr 1999.

## Handlung

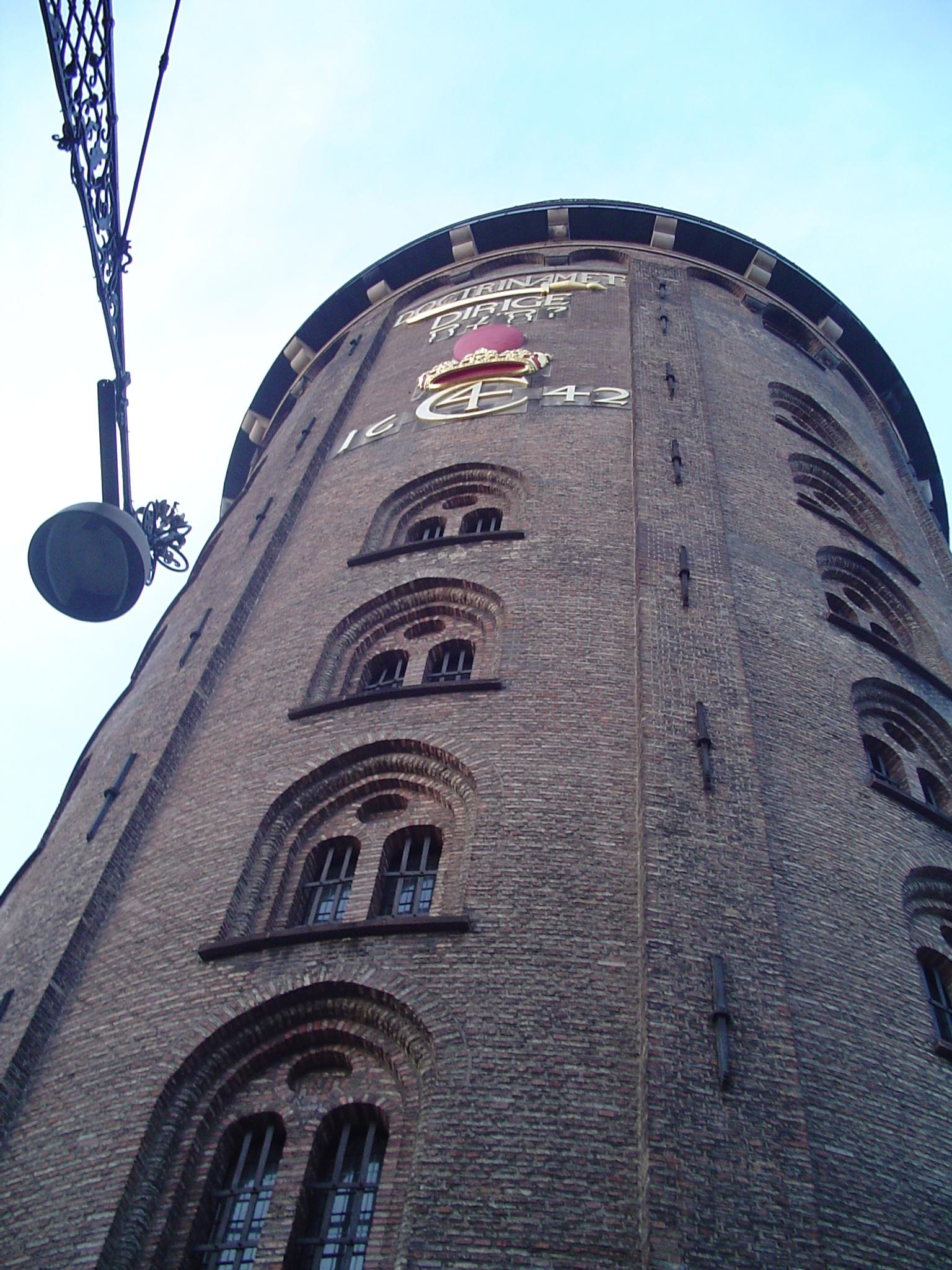
Der Runde Turm in Kopenhagen ist wichtiger Bestandteil von Egons Plan.

Kopenhagen im Jahr 1958: Egon Olsen lebt in einem Kinderheim. Er hat einen Plan, wie er von dort weg kommt: er möchte sich von einer reichen Familie adoptieren lassen. Benny und Kjeld sind begeistert, aber wie in fast jedem Olsenbandenfilm geht natürlich auch hier etwas schief. 
Die neuen Eltern stellen sich in Wirklichkeit als Raketenfabrikanten heraus und wollen ihn als ersten Menschen in den Weltraum schicken. Noch vor den Russen oder Amerikanern soll Dänemark als Raumfahrtnation in die Geschichte eingehen. Benny und Kjeld können Egon zunächst befreien. 
Daraufhin schwört Egon Rache, und er hat auch schon einen Plan, wie er die Pläne des Raketenfabrikanten durchkreuzen kann. Dabei wird er allerdings wieder gefangen genommen, und so kann erst die Polizei ihn kurz vor dem Start befreien. Durch ein Missgeschick landet dabei der Raketenfabrikant selbst in der Rakete, und so schickt Dänemark tatsächlich den ersten Mann ins All.

## Erwähnenswertes
- Egons Vater wird von Henning Sprogøe gespielt, dessen Vater Ove Sprogøe die Rolle des Egon Olsen in den 14 Filmen der Olsenbande spielte.
- Der Drehbuchautor aller Olsenbandenfilme, Henning Bahs, hat einen kurzen Auftritt als technischer Mitarbeiter in der Raketenfabrik.
- Einige Schauspieler aus den eigentlichen Olsenbandenfilmen tauchen auf: z. B. Jesper Langberg (Mortensen, Film 4) oder Claus Ryskjær (Georg, Film 9)
- Die Gänseblümchenohrringe, die Kjeld am Ende des Films Yvonne schenkt, trägt die erwachsene Yvonne in vielen Olsenbandenfilmen.
- Die Olsenbandenfilme und dieser Kinofilm haben einen eher losen Bezug zueinander. So sind hier beispielsweise Egon, Benny und Kjeld etwa gleich alt. In den Olsenbandenfilmen ist Egon dagegen wesentlich älter als Benny und Kjeld. Auch muss sich die Kindheit der Bande wesentlich früher als 1958 abgespielt haben, so heirateten Kjeld und Yvonne gemäß der „offiziellen“ Olsenbanden-Chronologie bereits 1956; Egon wurde widersprüchlichen Angaben zufolge entweder 1925 (laut Film 2) oder 1927 geboren. Selbst wenn man annähme, die Bande hätte ihre Kindheit tatsächlich gemeinsam verbracht, so müsste diese eher in den Jahren kurz vor dem Zweiten Weltkrieg gelegen haben.

## Kritiken
Der Film-Dienst bezeichnet Olsenbande Junior als „Beste Familienunterhaltung“. Kino.de meint, dass man aufgrund dieses Films die Beliebtheit der Olsenbande-Filme kaum erklären kann, dass Olsenbande-Junior aber solide Unterhaltung böte.

## Auszeichnungen
Der Regisseur Peter Flinth wurde im Jahr 2002 für einen Preis des finnischen Filmfestivals Oulun kansainvälinen lastenelokuvien festivaali nominiert.

## Soundtrack
- Olsen Banden Junior, Poul Hansen/Kick Records, 2001, Dänemark

## Andere Verfilmungen und weitere Fortsetzungen

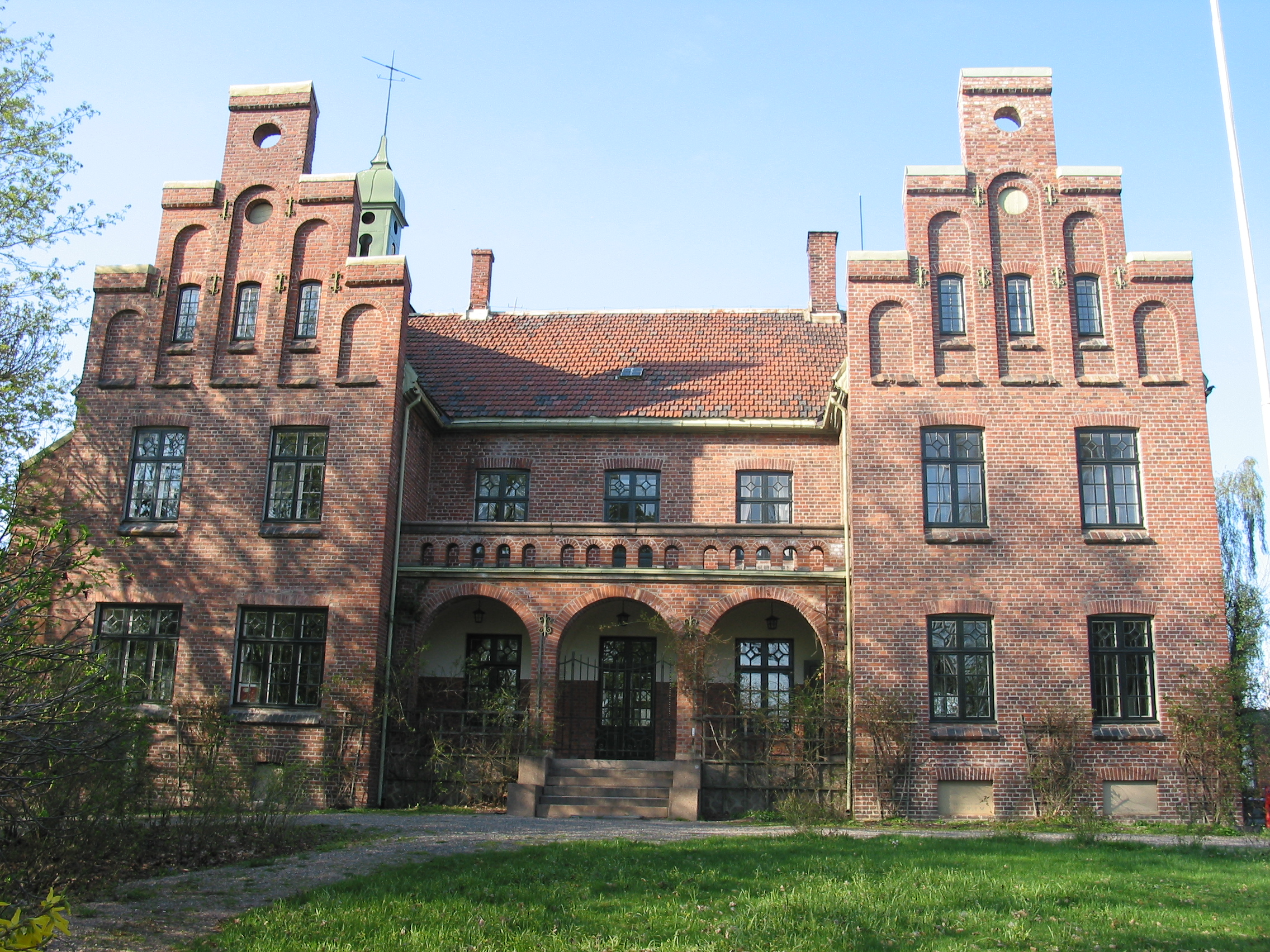
Das Schloss von Ringstabekk in der Kommune Bærum. In den Filmen ist dies hier der Arrest und das Kinderheim LYKKEBO, gleichzeitig auch der Hauptwohnsitz des norwegischen Egon Olsen- Junior.

Als eine neue Idee wurde in Schweden Mitte der 1990er-Jahre die Jönssonligan (Jönsson-Bande), was eine Neuverfilmung der dänischen Olsenbande ist, mit Kindern gedreht, die ähnliche Charaktere wie die schwedischen Erwachsenen-Figuren hatten. Im Gegensatz zu den eigentlichen Jönssonligan-Filmen sind bis jetzt die ersten zwei Junior-Verfilmungen auch in deutscher Sprache synchronisiert worden. Später folgte man in Dänemark und Norwegen diesem Beispiel und erstellte jeweils eigene „Jugendversionen“ der Olsenbande. In Norwegen wurden auch schon zu den anderen dänischen Olsenbandenfilmen Remakes gedreht. Die erste dänische Junior-Olsenbande-Verfilmung war die dänische Fernsehserie Olsenbandens første kup (1999–2000). Diese wurde 2001 als Olsenbandens første kupp („Die Olsenbande Junior und ihr erster Coup“) zu einer 24-teiligen Weihnachtsserie in Norwegen für den Fernsehsender TV2 neu verfilmt. Auch die darauf aufbauende und folgende dänische Fortsetzung Olsenbande Junior wurde in Norwegen als Neuverfilmung, leicht verändert adaptiert. Die entsprechende Anpassung und die neuen Drehbücher wurden unter anderem von Sverre Holm und Arne Naess Lindtner vorgenommen bzw. verfasst. Während in Dänemark danach keine weiteren Junior-Filme mehr produziert wurden, entstanden in Norwegen eine eigene ganze Olsenbande-Junior-Filmreihe ohne entsprechende dänische Vorlagen (2003–2010), deren Teile zu den erfolgreichsten Produktionen der norwegischen Filmgeschichte gehören: 
- 2010 Olsenbanden jr. Mestertyvens skatt („Die Olsenbande Junior – Der Meisterdieb“)
- 2009 Olsenbanden jr. Det sorte gullet („Die Olsenbande Junior – Das schwarze Gold“)
- 2007 Olsenbanden Junior – Sølvgruvens hemmelighet („Die Olsenbande Junior – Das Geheimnis des Silberstollens“)
- 2005 Olsenbanden Junior på cirkus („Die Olsenbande Junior im Zirkus“)
- 2004 Olsenbanden Junior på rocker'n („Die Olsenbande Junior rockt“)
- 2003 Olsenbanden Junior går under vann („Die Olsenbande Junior geht unter Wasser“)
- 2001 Olsenbandens første kupp [24-teilige TV-Serie] („Die Olsenbande Junior und ihr erster Coup“) – nach der dänischen 31-teiligen Fernsehserie Olsen-Bandens første kup

Einige norwegische Olsenbande-Junior Verfilmungen wurden auch auf den Nordischen Filmtagen in Lübeck mehrfach öffentlich aufgeführt.